# Mónica G. Álvarez
Mónica González Álvarez (Valladolid, 1979) é uma jornalista, escritora e roteirista espanhola.

## Trajectória
Colaboradora habitual como experiente em acontecimentos em programas televisivos e de rádio, com uma secção semanal no programa Madri Directo de Neves Ferreiro. Escreve na Vanguardia, Muito Interessante, Enigmas, História de Iberia Velha e Para além da Ciência.

## Obra
- Contos indianos. Desde o Índico aos Himalaias (2011; com Asha Mahan)
- Guardiãs nazistas. O lado feminino do mal (2012)
- As chaves de Inferno de Dan Brown (2013)
- As caras do mal (2015)
- Amor e horror nazi. Histórias reais nos campos de concentração (2018)